# Geddalahalli, Bangalore South
Geddalahalli là một làng thuộc tehsil Bangalore South, huyện Bangalore Urban, bang Karnataka, Ấn Độ.